# Мережа швидкісних автодоріг Китаю
Мережа швидкісних автодоріг Китаю (спрощ.: 中国高速网; кит. трад.: 中國高速網; піньїнь: Zhōngguó gāosùwǎng), (англ. National Trunk Highway System) NTHS — це мережа, що об'єднує швидкісні автодороги Китайської Народної Республіки та яка на сьогодні є однією з найбільших у світі. Станом на 1 січня 2016 року загальна довжина доріг сягнула 123 тис. км.
Ця мережа є довшою за мережу Європейського Союзу та перевищує за довжиною Interstate Highway System вже від початку 2011 року.

## Розвиток мережі
Загальна довжина.
| Дата       | Довжина  |  | Дата       | Довжина   |  | Дата       | Довжина    |
| 01.01.1988 | 0 км     |  | 01.01.1997 | 3.422 км  |  | 01.01.2006 | 41.005 км  |
| 01.01.1989 | 147 км   |  | 01.01.1998 | 4.771 км  |  | 01.01.2007 | 45.339 км  |
| 01.01.1990 | 271 км   |  | 01.01.1999 | 8.733 км  |  | 01.01.2008 | 53.913 км  |
| 01.01.1991 | 522 км   |  | 01.01.2000 | 11.605 км |  | 01.01.2009 | 60.346 км  |
| 01.01.1992 | 574 км   |  | 01.01.2001 | 16.314 км |  | 01.01.2010 | 65.065 км  |
| 01.01.1993 | 652 км   |  | 01.01.2002 | 19.453 км |  | 01.01.2011 | 74.113 км  |
| 01.01.1994 | 1.145 км |  | 01.01.2003 | 25.200 км |  | 01.01.2012 | 84.946 км  |
| 01.01.1995 | 1.603 км |  | 01.01.2004 | 29.800 км |  | 01.01.2013 | 97.355 км  |
| 01.01.1996 | 2.141 км |  | 01.01.2005 | 34.300 км |  | 01.01.2016 | 123.000 км |

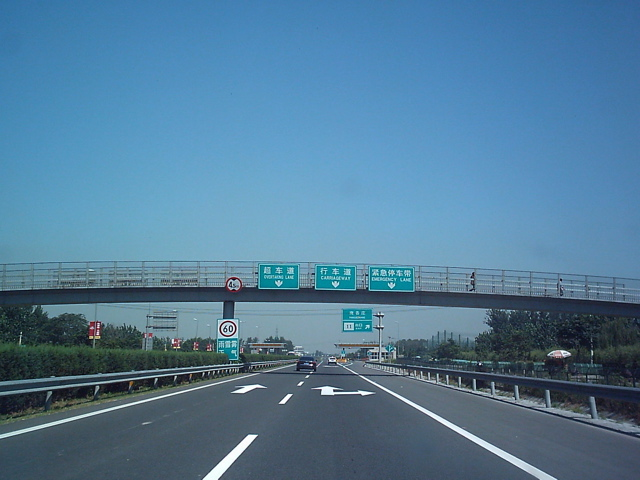
Китайська швидкісна автодорога з повним набором знаків. На фотографії дорога G106 у південному Пекіні. Фотографія зроблена влітку 2004 року

За планами розвитку існує шосе під номером 99, що мало б бути кільцевим шосе острова Тайвань. Через те, що ця територія контролюється Республікою Китай реалізація цього проекту на сьогодні досить сумнівна.